# Landing Ship Tank
Landing Ship Tank (LST) var den militære betegnelse for et stort antal landgangsskibe, som blev bygget under 2. Verdenskrig til støtte i amfibieoperationer ved at fremføre et betydeligt antal køretøjer, forsyninger og tropper direkte til invasionskysten.
Hovedparten, over 1.000, blev bygget i De Forenede Stater til brug for de allierede. Yderligere 80 blev bygget i Storbritannien og Canada.

## LST Type 1
Den britiske evakuering fra Dunkerque i 1940 overbeviste det britiske admiralitet om at de allierede havde brug for forholdsvis store oceangående skibe, som kunne landsætte kampvogne og andre køretøjer ved amfibieangreb på det europæiske kontinent. Som et midlertidigt tiltag blev tre tankskibe på mellem 4.000 og 4.800 BRT, som var bygget til at kunne sejle over sandbankerne i Maracaibosøen i Venezuela, udvalgt til at blive konverteret på grund af deres lave dybgang. Der blev tilføjet porte i boven på disse skibe, som blev de første Landing Ship, Tanks – HMS Misoa, HMS Tasajera og HMS Bachaquero. De beviste senere deres værdi under landgangen i Nordafrika i 1942, men deres brede stævne betød, at de fik en utilstrækkelig hastighed og pegede i retning af, at der var brug for et helt nyt design med et slankere skrog.

## LST Type 2

### Udvikling
Under deres første møde ved Atlanterhavs-konferencen i Argentia, Canada i august 1941 bekræftede præsident Franklin D. Roosevelt og premierminister Winston Churchill admiralitetets synspunkter. I november 1941 ankom en lille delegation fra admiralitetet til USA for at udveksle ideer med den amerikanske flådes skibsbygningskontor med henblik på udvikling af det ønskede skib. Under mødet blev det besluttet, at det amerikanske skibsbygningskontor ville udforme disse skibe. I overensstemmelse med den stående aftale skulle de bygges på amerikanske værfter, så de britiske værfter kunne koncentrere sig om at bygge skibe til Royal Navy. Specifikationerne gik ud, at der skulle være tale om skibe, som kunne krydse Atlanten og den oprindelige betegnelse for dem blev "Atlantic Tank Landing Craft" (Atlantic (T.L.C.)). At kalde et 90 meter langt fartøj for "craft" (båd) blev anset for misvisende, og typen blev omdøbt til "Landing Ship, Tank (2)", eller "LST (2)".

### Design
I løbet af nogle få dage skitserede John C. Niedermair fra skibsbygningskontoret et klodset udseende skib, som viste sig at blive grundlaget for de over 1.000 LST (2), der blev bygget under krigen. For at opfylde modstridende krav om stor dybgang af hensyn til sejlads på oceanerne og lav dybgang ved landgang var skibet konstrueret med et stort ballastsystem, som kunne fyldes ved sejlads på oceanerne og tømmes når skibet skulle anløbe en strand. Den grove skitse blev sendt til Storbritannien den 5. november 1941 og blev straks accepteret. Admiralitetet anmodede derefter De Forenede Stater om at bygge 200 "LST (2)" til Royal Navy under betingelserne i Lend-Lease.
De foreløbige planer gik i starten ud på at bygge en LST som var 85 m lang, men i januar 1942 udskiftede skibsbygningskontoret disse tegninger til fordel for en model som var 88 meter lang. I løbet en måned blev de endelige tegninger udformet, og de forlængede yderligere skibet til 100 meter med en bredde på 15 meter og en mindre dybgang på 1,2 meter. Denne konstruktion fordelte skibets vægt over en større område, og gjorde det muligt for det at ligge højt i vandet ved landgang. Skibet kunne laste 1.900 tons kampvogne og køretøjer. De større dimensioner tillod også konstruktørerne at forøge bredden af bovporten og rampen fra 3,7 m til 4,3 m, så de fleste allierede køretøjer kunne passere. Samtidig med at dimensionerne og vægten af skibet voksede blev pladetykkelsen også øget fra 6,4 mm til 9,4 mm på dæk og sider og 25,5 mm tykkelse under boven. I januar 1942 stod den første skalamodel af LSTen færdig og blev underkastet tests på David Taylor Model Basin i Washington, D.C.
Der blev taget højde for tilfredsstillende ventilation af vogndækket med motorerne kørende og der blev medtaget en elevator til at sænke køretøjer fra hoveddækket til vogndækket i forbindelse med landsætning. I april 1942 blev der lavet en model af et LST-vogndæk i Fort Knox, Kentucky for at løse problemerne med ventilation. Det indre af bygningen blev bygget, som en kopi af det indre i en LST. Da det var hjemsted for panserstyrkerne leverede Fort Knox kampvogne, der skulle køre i bygningen, mens flådearkitekter udviklede et ventilationssystem, som kunne holde vogndækket fri for giftige gasser. Afprøvningen blev vellykket afsluttet i løbet af tre måneder. Denne historiske bygning ligger stadig ved Fort Knox.
Tidlige LST-operationer krævede, at man tilpassede 1700-tals-sprogbrugen i flådens reglement: "Han, som sætter sit skib på grund på klipper og banker, skal straffes..." Der var nogle anspændte øjeblikke hvor konceptet blev afprøvet ved Quonset, Rhode Island i begyndelsen af 1943 da konstruktøren Niedermair opmuntrede kaptajnen på den første amerikanske LST til at sejle sit skib op på stranden for fuld fart – 10 knob.

### Produktion
Med tre love af 6. februar 1942, 26. maj 1943 og 17. december 1943 gav Kongressen tilladelse til bygning af LSTer sammen med mange andre hjælpefartøjer, destroyer-eskorteskibe og forskellige landgangsbåde. Det enorme byggeprogram tog hurtigt fart. Der var lagt så høj en prioritet på bygningen af LSTer, at den tidligere lagte køl til et hangarskib hastigt blev fjernet for at gøre plads til adskillige LSTer i stedet. Kølen til den første LST blev lagt den 10. juni 1942 ved Newport News, Virginia, og de første standardiserede LSTer løb af stablen i oktober. 23 var taget i brug med udgangen af 1942.
LST-byggeprogrammet var enestående på mange måder. Så snart det grundlæggende design var blevet udviklet, blev der indgået kontrakter og bygningen blev indledt i stor stil inden et prøveskib var bygget færdigt. Foreløbige ordrer blev afgivet mundtligt eller pr. telegram, telefon og luftpost. Bestillingen af visse materialer skete inden tegningerne var færdige. Mens meget af det tunge udstyr blev leveret af flåden selv – såsom motorerne, blev resten af anskaffelserne håndteret centralt af Material Coordinating Agency – et vedhæng til skibsbygningskontoret, så de mange udbydere i programmet ikke behøvede at afgive bud mod hinanden. Gennem ihærdig opfølgning på de bestilte materialer gjorde agenturet det muligt at færdiggøre byggeplanerne i rekordfart.
Behovet for LSTer var akut, og programmet nød høj prioritet gennem hele krigen. Da de fleste skibsbygningsaktiviteter foregik på værfter ved kysten og disse fortrinsvis blev anvendt til bygning af store dybtgående skibe, blev der lavet nye skibsbygningsfaciliteter langs de indre vandveje i USA. I nogle tilfælde blev tunge industrianlæg, såsom stålfabrikationsanlæg omdannet til bygning af LSTer. Dette skabte problemer med at få de færdige skibe overført fra værfterne inde i land til dybt vand. De største forhindringer var broer. Flåden gennemførte med held modifikationer af broer og ved hjælp af en "færgekommando" bestående af besætninger fra flåden blev de nye skibe sejlet til havne ved kysten, hvor de blev gjort klar til indsats. Succesen med disse "kornmarks" skibsværfter i Midtvesten var en åbenbaring for de gamle skibsbyggere ved kysten. Deres bidrag til bygningen af LSTer var enorm. Ud af de 1.051 LSTer, der blev bygget under 2. verdenskrig blev de 670 bygget af fem store producenter inde i landet. Det største antal blev bygget i Evansville, Indiana, af Missouri Valley Bridge and Iron, & International Steel Co.

### Modifikationer
I 1943 var konstruktionstiden for en LST blevet reduceret til fire måneder og i slutningen af krigen var den faldet til 2 måneder. Der blev gjort en betydelig indsats for at fastholde skibets design, men i midten af 1943 førte erfaringer med brugen af skibene til at der blev foretaget en række ændringer i de nye skibe.
I LST-491 klassen blev den elevator, som var installeret i den oprindelige LST-1 klasse, så udstyr kunne flyttes mellem vogndækket og hoveddækket, udskiftet med en rampe, som var hægtet fast til hoveddækket. Den gjorde det muligt at lade køretøjer køre direkte fra hoveddækket ned på vogndækket og derpå over bovrampen op på stranden, hvilket satte mere fart på losningen.
Ændringer i den senere LST-542 klasse omfattede tilføjelsen af en navigationsbro, installation af vanddestillationsanlæg med en kapacitet på 15.000 liter om dagen, fjernelse af
ventilationsrørene fra den centrale del af hoveddækket, forstærkelse af hoveddækket, så det kunne bære en LCT og en opgradering af pansring og våben med tilføjelse af en 76 mm kanon.

## LST type 3

### Udformning
Udformningen og produktionen af "LST (2)" havde været en så stor succes, og behovet for sådanne skibe var så stort, at det blev besluttet at bygge yderligere 80 af dem i Storbritannien og Canada så de stod til rådighed i foråret 1945.
Den britiske stab opstillede deres egne specifikationer:
- at kunne laste og losse kampvogne, køretøjer osv. på strande med forskellig hældning og amfibiekøretøjer og -kampvogne på dybt vand.
- at kunne medføre fem angrebsbåde (LCA) eller lignende både og en LCT (5) eller LCT (6)

på det øvre dæk i stedet for transport og som alternativ til en LCT (5) at medbringe to pontonbroer så det var muligt at landsætte direkte fra det øvre dæk.
- at kunne medbringe 500 tons militær last og have tilstrækkeligt brændstof og forsyninger til en rejse på 1600 km frem og tilbage ved 10 knob med en dybgang foran på 1,4 m og agter på 3,5 m.
- at kunne bære en vægt på 60 ton over hovedrampen og 10 ton over køretøjsrampen fra det øvre dæk til hovedrampen. Efter forsøg blev denne fjernet fra nogle fartøjer.
- at være forberedt til operationer i troperne og i koldt klima.

To store problemer gjorde det nødvendigt med en ny udformning. Der var ikke de fornødne dieselmotorer til rådighed, og der var knaphed på svejsefaciliteter. Staben ønskede mere motorkraft og om muligt en højere fart. De eneste maskiner, der var til rådighed, var meget tunge dampdrevne stempelmaskiner, der var designet til brug i fregatter og leverede 2½ gang så meget kraft som dieselmotorerne. De var så store, at der måtte laves betydelige ændringer for at få plads til dem.
Samtidig blev der foretaget nogle andre forbedringer ligesom forenklinger var nødvendige for at tillade nitning af det mest af skroget. Den brede køl, som var blevet opgivet i den amerikanske LST (2) blev genskabt. Vogndækket, som lå over vandlinjen blev lagt parallelt med kølen, der skulle ikke være en nedrunding til det øvre dæk, og skibet blev gjort større, så det kunne rumme en maskine, der fyldte mere.
Der blev gjort klar til at de britiske Landing Craft Assault (LCA) kunne ophænges i davider i stedet for amerikanske angrebsbåde. Der blev også etableret mulighed for at medbringe Landing Craft Tank (LCT) og Landing Craft Mechanized (LCM) samt pontonbroer.
Da man begyndte konstruktionen af skibene vidste man, at de strande hvor skibene skulle anvendes, ville bære meget flade, men det var ikke muligt at fremstille et tilfredsstillende fartøj med 90 cm dybgang for og en meget flad køl, så hældningen på 1:50 på kølen blev fastholdt. Det var kendt, at 1:50 hældningen ofte betød, at LSTerne gik på grund agter på flade strande, hvilket betød at køretøjerne blev landsat i forholdsvis dybt vand.
Forskellige muligheder var blevet undersøgt for at løse problemet, men tunge rorfinner og pontonbroerne blev til sidst accepteret som standard. Pontonbroerne blev dannet af pontoner, som var 2,1 m × 1,5 m × 1,5 m som blev samlet til rækker af flåder. Når de blev søsat blev pontonerne fastgjort til skibets bov og lasten blev ført direkte ind på stranden eller slæbt ind på stranden på flåden.
Skibene var forberedt til indsats i såvel meget koldt klima som i troperne. Indkvarteringen for såvel besætning som medfølgende tropper var forbedret meget i forhold til "LST (2)". Den største fare – udover beskydning fra fjenden – var brand på vogndækket. Der var installeret sprinklere, men det sprinklersystem, som var installeret i senere amerikanske skibe, var ikke til rådighed.
Bovportene lignede dem på "LST (2)", men bovrampen var delt i to dele i et forsøg på at forøge antallet af strande, hvor en direkte losning ville være mulig. Maskineriet til håndtering af bovport og rampe var elektrisk, men ellers var der installeret damp-hjælpemaskineri i stedet for det elektriske udstyr på "LST (2)".
Den generelle indretning af vogndækket var nogenlunde ens, men højden var forøget, og der var installeret en rampe mellem de to dæk, som på de senere "LST (2)". Der var gjort klar til at medbringe LCA i davider i stedet for de amerikansk byggede angrebsbåde.
Indretningen var generelt forbedret i forhold til "LST (2)", men de havde ulemper i form af større dybgang og i et vist omfang fra den hast hvormed de blev bygget.
De første ordrer blev afgivet i december 1943, 45 på britiske og 35 på canadiske værfter. Det første skib blev leveret af Swan Hunter i december 1944. I løbet af 1944 blev der yderligere afgivet ordrer i Canada på 36 skibe. Disse programmer var i fuld sving da krigen sluttede, og ikke alle skibe blev færdiggjort.

### Maskineri
Dampen kom fra to dampkedler, som arbejdede med 225 pund pr. kvadrattomme. Hovedmaskinen var en 4-cylindret tripelekspansions 4-krumtap type, som leverede 2.750 hk ved 185 omdrejninger i minuttet.

### Modifikationer for landing craft
Da "LST (3)" ordrerne blev afgivet var "LST (2)" programmet i fuld gang og tilsvarende forberedelser blev gjort for at gøre det muligt for LST-erne at medtage 34 m lange LCT5 eller LCT6, som blev bygget i Amerika til Royal Navy.
LCT-erne skulle kunne løftes op på skibets dæk, hvor de stod på kileformede blokke. Når de skulle søsættes blev sænket ned ad af slisker blot ved at fjerne boltene fra blokkene. Søsætning af LCTerne skete ved at tippe LSTeren omkring 11 grader ved forsigtigt at fylde tankene i skroget. LCTerne faldt ca. 3 meter ned, og straks efter søsætningen blev LCTens motor startet, og de var klar til indsats.
Denne metode blev brugt til at flytte LCT5er fra Storbritannien til Fjernøsten, men det lader ikke til at LST (3)'erne blev brugt i kamp, da de først blev færdige i slutningen af eller efter krigen.
Selv ved krigens slutning var der behov for flere skibe, som kunne bære mindre landgangsbåde, og to af de færdige LST (3) blev tilpasset til at bære LCM (7). Disse både var 17,7 meter lange og vejede omkring 28 ton. De blev transporteret på tværs på skibets øvre dæk.
De blev hejset på plads med en særlig 15 tons bom, som der var installeret to af på LST (3). 30 tons bommen var højere og generelt sværere end dem på 15 tons.
LCM (7)erne blev placeret på rullevogne, som var udstyret med hydrauliske donkrafte. De kørte på skinner på hver side af dækket og blev trukket frem og tilbage ved hjælp af spil. Pladsen blev fyldt op fra for til agter efterhånden som hver båd blev spændt fast. Skibene som blev færdiggjort efter denne standard var LST-3043/HMS Messina og LST-3044/HMS Narvik. Selv om disse skibe kunne medtage LCMer, kunne de kun laste og søsætte dem når vejret var perfekt, og de kunne således ikke anvendes i forbindelse med angrebsoperationer. LSTerne havde heller ikke faciliteter til vedligeholdelse af landgangsbådene (hvilket blev leveret af Dock Landing Ships).
Landgangsbådene LCA eller Landing Craft Assault var udviklet i krigstid. De var lavet af træ og var 12,65 m lange inklusiv beskyttelse af skruen. De var tre meter brede og vejede 10 ton i sig selv og 13 ton når de var fuldt lastet. Dybgangen var 68 cm og de kunne normalt rumme 35 soldater og 350 kg udstyr. To Scripps marineudgaver af Ford V8 skibsmotorer leverede 130 hk og gav en fart på 11 knob, når bådene var tomme og 8 knob fulde. På en motor kunne de sejle med 3 knob. Rækkevidden var 80-130 km på 290 liter brændstof. Bevæbningen bestod typisk af en Bren Gun agter og to Lewis maskingeværer foran.
De LCM (7)'er der blev medført på LST (2) var betydeligt større, 18 meter lange, 4,8 meter brede og vejede 28 tons uden last. Fuldt lastet nåede de op på 63 ton. Dydgangen var 1,1 meter og motorerne bestod af 2 Hudson Invader benzinmotorer, der senere blev udskiftet med Grays dieselmotorer. Begge typer leverede 290 hk og gav en hastighed på 9,8 knob.
Hovedopgaven for disse både var at fremføre en 40-ton Churchill kampvogn eller bulldozer med 10 knob. 140 var fremstillet ved krigens slutning og nogle var i tjeneste indtil 1970'erne.

## LST Type Q
LST (Q) fartøjerne LST 3012/HMS Ben Nevis og LST 3013/HMS Ben Lomond blev færdiggjort som LST "moderskibes", hvilket i det store og hele svarede til amerikanske skibe baseret på "LST (2)" skriget. De havde to Quonset hytter installeret på hoveddækket til at huse 40 officerer. Hængekøjer på vogndækket gav plads til yderligere 196 mand. Et bageri og 17 køleskabe til friske forsyninger supplerede de faciliteter, som normalt stod til rådighed for besætningen. Fire ekstra destilleringsanlæg var tilføjet og ballasttankene var konvertereret til lagring af ferskvand.

## Indsats i 2. Verdenskrig
På kampvogns træningsskolen ved Fort Knox i Kentucky blev der opført bygninger, som var præcise kopier af en LST. Kampvognsbesætninger under oplæring lærte her at manøvrere deres køretøjer ind og ud af en LST. En af disse bygninger er blevet bevaret på Fort Knox af historiske grunde, og kan stadig ses her.
Efter deres debut i kamp ved Salomonøerne i juni 1943 og indtil krigens slutning i 1945 gjorde LSTerne en afgørende indsats i 2. verdenskrig. I Europa deltog de i invasionen af Sicilien (Operation Husky), invasionen af Italien, Operation Overlord og Operation Dragoon i Frankrig. De var samtidig af afgørende betydning ved felttogene i Stillehavet, som kulminerede med slaget ved Leyte, slaget om Iwo Jima og Slaget om Okinawa.
LST skibene viste sig at være bemærkelsesværdigt alsidige skibe. Nogle af dem blev konverteret til at være reparationsskibe for landgangsbåde. I denne udgave blev bovrampen og portene fjernet og boven lukket. Kraner, bomme og spil blev tilføjet til at hejse de beskadigede både om bord, så de kunne blive repareret, og der blev lavet værksteder for smede, maskinfolk og elektrikere på vogndækket og hoveddækket.
En anden vellykket konvertering var LST "Moderskibet". Denne udgave af standard LST skroget fik to Quonset hytter placeret på hoveddækket med plads til 40 officerer. Køjer på vogndækket gav plads til yderligere 196 mand. Et bageri og 16 køleskabe til friske forsyninger blev tilføjet til de normale mandskabsfaciliteter. Fire yderligere destillationsanlæg blev indstalleret og ballast tankene blev konverteret til lagring af ferskvand.
38 LSTer blev konverteret til at fungere som små hospitalsskibe og fik betegnelsen LSTH. De supplerede de mange LSTer, som fjernede sårede fra strandene efter at have losset deres last af kampvogne og køretøjer. LSTer havde hentet 41.035 sårede tilbage over Den engelske kanal fra Normandiet da man nåede til D-dag+114 (28. september 1944)
. Andre LSTer, udstyret med ekstra kraner og losseudstyr blev udelukkende brugt til opsupplering af ammunition. De havde en særlig fordel i denne rolle, da deres størrelse gjorde det muligt for to eller tre LSTer samtidig at lægge til ved et forankret slagskib eller krydser, så opsuppleringen kunne ske hurtigere end med almindelige ammunitionsskibe.
Tre LST (2) blev konverteret til britiske "Fighter Direction Tenders" som udskiftede deres landgangsbåde med motorbåde.
I den sidste del af 2. verdenskrig blev nogle LSTer såsom LST-906 udstyret med flyvedæk hvorfra små observationsfly blev sendt op under amfibieoperationer. Det er blevet berenget, at i de flåder, som blev samlet til krigen med Japan, var der en tonnage på over 5 mio. i landgangsskibe, eksklusiv landgangsbåde, og de var næsten alle blevet bygget i løbet af fire år.
Igennem krigen viste LSTerne en bemærkelsesværdig evne til at overleve beskydning. Selv om de fik øgenavnene "Large Slow Target" og "Large Stationary Target" havde de få tab i forhold til deres antal og omfanget af deres operationer. Deres velgennemtænkte struktur gav usædvanlig styrke og flydeevne. Den britiske LST-3002 blev ramt og gennemhullet i en kollision efter krigen med et Victory ship og overlevede sammenstødet. Selv om LST skibene blev anset for værdifulde mål af fjenden, gik kun 26 tabt på grund af fjendtlige handlinger, og blot 13 blev ofre for vejret, grundstødninger og uheld. I alt blev der bestilt 1.152 LSTer under 2. Verdenskrig, men 101 blev afbestilt i efteråret 1942 på grund af ændrede prioriterer. Af de 1.051 som rent faktisk blev bygget, blev 113 overført til Storbritannien i medfør af Lend-Lease og yderligere 4 til den græske flåde. Konverteringer til andre skibstyper med andre skrog-numre udgjorde 116.

## Videreudvikling efter 2. Verdenskrig

### De Forenede Stater
Ved 2. Verdenskrigs slutning havde den amerikanske flåde et stort antal amfibieskibe. Hundreder blev skrottet eller sænket, og de fleste af de resterende skibe blev lagt op, så de kunne bruges senere. Yderligere blev mange LSTer solgt til private i lighed med tusinder af andre transportskibe, hvilket førte til en kraftig nedgang i skibsbygningsaktiviteten i USA efter krigen. Mange LSTer blev brugt som mål ved afprøvning af atombomber på vandet efter krigen, da de var umiddelbart til rådighed og ikke umiddelbart var til militær nytte. LSTer fra 2. Verdenskrig er blevet allestedsnærværende og har fundet mange nye anvendelser, bl.a. som mindre fragtskibe, færger og muddermaskiner. Som følge heraf var det begrænset hvor mange LSTer, der blev bygget umiddelbart efter krigen. LST-1153 og LST-1154, som blev taget i brug i 1947 og 1949 var de eneste dampdrevne LSTer, som blev bygget til den amerikanske flåde. De havde bedre indkvarteringsforhold og kunne rumme mere fragt end deres forgængere.
Det vellykkede amfibieangreb ved Inchon under Koreakrigen viste igen hvor nyttig LSTerne kunne være. Dette var i modstrid mod den holdning, som de militære myndigheder havde udtrykt om, at fremkomsten af atombomben havde gjort amfibielandinger til noget fortidigt. Som følge heraf blev der bygget 15 LSTer i det der senere blev kaldt Terrebonne Parish-klassen i begyndelsen af 1950'erne. Disse nye LSTer var 17 meter længere og var udstyret med fire i stedet for to dieselmotorer, hvilket forøgede hastigheden til 15 knob. 76 mm 50-kaliber dobbeltkanoner erstattede de tidligere dobbelte 40-mm kanoner og indstillelige skruer forbedrede skibenes evne til at bakke.
I slutningen af 1950'erne blev der bygget syv LSTer af De Soto County-klassen. De var en forbedret udgave af de tidligere LSTer med forbedrede indkvarteringsforhold for besætningen og og de indkvarterede tropper. De blev anset for at være så langt man kunne komme med de traditionelle LST bovporte, og kunne sejle 17,5 knob.

### Storbritannien

#### LST (3) som færge
I 1946 blev der udviklet et nyt koncept for søtransport i Storbritannien. Under 2. Verdenskrig havde nogle få mænd set det store potentiale i landgangsskibe og både. Ideen var simpel: Hvis man kan køre kampvogne, kanoner og lastbiler direkte ind i et skib og køre dem ud af den anden ende til en strand, så kan man i teorien bruge de samme landgangsskibe til at udføre de samme operationer indenfor den civile sektor, forudsat der var de fornødne havneanlæg. Ud af denne ide skabtes vore dages verdensomspændende Roll-on/roll-off færge industri. I mellemkrigsårene dannede Michael Bustard Atlantic Steam Navigation Company, med henblik på at udbyde billige rejser over Atlanten. Det blev aldrig til noget, men i 1943 så han øvelser på Brighton Sands med en LST og mulighederne i fredstid forekom ham indlysende.
I foråret 1946 henvendte Michael Bustard sig til Admiralitetet for at købe tre af disse skibe. Admiralitetet var ikke interesseret i at sælge, men efter forhandlinger gik de ind på at chartre de tre skibe ud til ASN til en pris af £13 6s 8d pr. dag. Disse skibe var LSTerne 3519, 3534 og 3512. De blev omdøbt til Empire Baltic, Empire Cedric og Empire Celtic, hvilket var navne på gamle skibe fra White Star Line.
De lejede skibe måtte tilpasses deres nye rolle. For det første måtte indkvarteringen om bord forbedres, og der måtte også foretages ændringer i maskinrummet. Ændrede skorstene og navigationsmidler måtte også fremskaffes inden de kunne tages i brug. Om morgenen den 11. september 1946 blev den første rejse med Empire Baltic gennemført fra Tilbury til Rotterdam med en fuld last af 64 køretøjer til den hollandske stat. Ved ankomsten i Waalhaven løb skibet op på stranden på samme måde som man gjorde ved landsætninger under krigen. Skibet blev på stranden om natten og sejlede tilbage kl. 8 næste morgen. Dette behagelige tempo blev fortsat på de første rejser. Stranden blev formentlig brugt fordi de sædvanlige havnefaciliteter ikke var til rådighed på grund af skader under krigen. Efter den første rejse til Rotterdam brugte ASN deres nye skibe til at overføre tusindvis af køretøjer for hæren fra Tilbury til Hamburg og senere til Antwerpen fra 1955.
De oprindeligt tre LSTer blev i 1948 fulgt af en fjerde – LST 3041 -, som fik navnet Empire Doric, efter at ASN havde overbevist kommercielle operatører om at bruge den nye rute mellem Preston og Antrim havnen Larne. Oprindelig var Liverpool blevet udvalgt, men modstand fra andre rederier førte til en flytning til Preston i Lancashire. Særlige havnefaciliteter blev indrettet i såvel Preston som Larne inden den nye rute blev åbnet – en læsserampe fra krigens tid blev anvendt i Prestong og en ponton fra en Mulberry-havn forbundet voa en bro til kajen ved Larne.
Den første rejse på denne nye rute foregik den 21. maj 1948 med Empire Cedric. Efter den første sejlads fortsatte Empire Cedric med at sejle på ruten til Nordirland to gange om ugen. Empire Cedric  var det første i ASN flåden som fik ret til at sejle med passagerer, og måtte medtage 50 passagerer. Empire Cedric blev det første skib i verden, som fungerede som en kommerciel/passager Roll-on/roll-off færge og ASN blev det første rederi som tilbød denne form for service.
Noget af det første gods på denne rute var to lastbiler med hver 65 gaskomfurer fra Messrs Moffats of Blackburn, der menes at være de første erhvervskøretøjer der blev transporteret på denne måde som fragt. Preston – Larne ruten fortsatte med at vokse, så ruten i 1950 blev udvidet med betjening af Belfast. Snart blev antallet af afgange fra Preston udvidet til seks eller syv om ugen til enten Belfast eller Larne.
I 1954 overtog British Transport Commission (BTC) ASN i forbindelse med Arbejderpartiet Labours nationaliseringer. I 1955 blev yderligere to LSTer chartret, Empire Cymric og Empire Nordic, så flåden kom op på syv. Ruten til Hamburg blev indstillet i 1955 og en ny rute blev oprettet mellem Antwerpen og Tilbury. Flåden af syv skibe var delt med tre skibe baseret i Tilbury og de øvrige i Preston.
I slutningen af 1956 blev hele ASN's flåde overtaget af Royal Navy til indsættelse i Middelhavet under Suez-krisen, og ruterne blev først genoptaget i januar 1957. På dette tidspunkt blev ASN sat til at styre 12 af admiralitetets LST (3)'er, som var taget ud af reserven som følge af Suez-krigen men for sent til at komme til indsats.

#### LST (3) i hærens tjeneste
En vigtig opgave ved slutningen af 2. Verdenskrig bestod i flytning af lagre og udstyr rundt på kloden. På grund af knapheden på handelsskibe og de høje fragtrater blev det i 1946 besluttet at Royal Army Service Corps civile flåde skulle overtage syv LSTer fra Royal Navy, Disse blev opkaldt efter fremtrædende officerer i korpset: Evan Gibb, Charles Macleod, Maxwell Brander, Snowden Smith, Humphrey Gale, Reginald Kerr, Fredrick Glover.
LSTerne skulle overholde handelsministeriets regulativer, og måtte således ombygges temmelig meget, samtidig med at der blev skabt yderligere indkvartering. Da de var færdige sejlede fem skibe på Mellemøsten og to på Fjernøsten.
Under evakueringen af de britiske styrker i Palæstina foretog Humphrey Gale  og Evan Gibb 15 rejser mellem Haifa og Port Said hvor de tilsammen overførte 26.000 køretøjer og lagre.
Tilsvarende opgaver blev løst verden over indtil 1952 hvor skibene blev overdraget til Atlantic Steam Navigation Company og efterfølgende i 1961 til British-India Steam Navigation Company med direkte reference til Krigsministeriet. RASC havde herefter intet at gøre med dem.

#### LST (3) som flytræningsskib
Den hurtige vækst i brugen af helikoptere i Royal Navy i slutningen af 1950'erne og 1960'erne stillede krav om flere trænings og støtte faciliteter til lands og til vands. Operativ træning af besætningerne foregik på flådens flyvestationer ved Portland and Culdrose. Skrotningen af nogle hangarskibe og ændring af andre til commando hangarskibe i midten af 1950'erne førte til en knaphed på passende skibsdæk. Denne førte til bestilling af RFA Engadine i 1964. Den ville imidlertid først være til rådighed i 1967 og i mellemtiden blev det besluttet at konvertere LST 3027 så den kunne fungere som midlertidigt træningsskib.
Dette arbejde blev gennemført i 1964 på Devonport Dockyard. Dækket foran lastelugen blev ryddet for alle forhindringer og forstærket så den kunne bruges af helikoptere. Et lille dækshus, som blev brugt til understøtte kanonaffutagerne blev beholdt, selv om der ikke blev installeret kanoner, og blev brugt af flyvedæksofficeren som helikopter kontrolposition. Under dæk blev der installeret to 10.000 gallon tanke (45.000 liter) med flybenzin, og der blev indrettet optankningsfaciliteter i den forreste ende af flyvedækket. Tankene var afskærmet med et skot og resten af pladsen blev brugt til lagre, værksteder og indkvartering. Til sidst blev de to bovporte spærret af, da der ikke længere var brug for dem. Flyvedækket var tilstrækkelig stort til at der kunne være to Westland Wessex helikoptere med rotorerne i gang eller seks parkeret med sammenfoldede rotorer. Skibet blev omdøbt til HMS Lofoten og viste sig særdeles brugbart. Mange erfaringer blev indhøstet, som kunne indarbejdes i Engadine.

## Senere udviklinger
Da man begyndte at bygge Newport-klassen af LST'er i 1969 var det starten på et helt nyt koncept indenfor LST design. Det var det første af en serie på 20 skibe, som kunne sejle med en marchhastighed på 20 knob. For at opnå denne hastighed var den sædvanlige brede bov blevet erstattet af en mere spids bov. Køretøjer blev ført i land ad en 34 meter lang rampe, som blev sænket ned over forstavnen og støttet af to kranarme. En port i agterskibet indtil vogndækket tillader landsætning af amfibietraktorer i vandet eller losning af andre køretøjer på en landgangsbåd til en kaj eller direkte ud i vandet. Skibene kan operere sammen med højhastigheds amfibieeskadrer bestående af LHAer, LPDer, og LSDs. Newport-klassen kan transportere kampvogne, andre tunge køretøjer og ingeniørmateriel, som ikke uden videre kan landsættes med helikoptere eller landgangsbåde. Newport typen er udfaset fra den amerikanske flåde, men fungerer fortsat i flåderne i Brasilien, Chile, Malaysia, Mexico, Marokko, Taiwan, Spanien, i modificeret udgave Australien og snart Peru.

## Eksterne kilder
- http://www.combinedops.com/LST%20HMS%20Misoa.htm
- Ship Tour LST325 in Evansville, Indiana Arkiveret 26. februar 2009 hos  Wayback Machine
- DANFS: TANK LANDING SHIPS (LST) Arkiveret 19. august 2020 hos  Wayback Machine
- NavSource Online: Tank Landing Ship (LST) Index Arkiveret 29. april 2015 hos  Wayback Machine
- InsideLST.com – en samling information om bygning, besætning osv. på LSTer, fortrinsvis LST-325
- United States LST Association website
- The American Amphibious Forces Association – information om senere klasser af LSTer
- History of LSTs Arkiveret 17. marts 2009 hos  Wayback Machine herunder beskrivelse af LSTer i brug som hangarskibe osv.
- The US LST Ship Memorial – En bevaret og funktionsdygtig LST fra 2. Verdenskrig – LST 325

|  | Denne artikel kan blive bedre, hvis der indsættes geografiske koordinater Denne artikel omhandler et emne, som har en geografisk lokation. Du kan hjælpe ved at indsætte koordinater i wikidata. |